# كاذب كاذب
كاذب كاذب أو لاير لاير (بالإنجليزية: Liar Liar)‏ فيلم كوميدي أمريكي بطولة جيم كيري وهو يحكي قصة محامي كثير الكذب منشغل عن ابنه كثيرا، وفي يوم عيد ميلاد ابنه وعد الأب ابنه بان يأتي للحفلة لكنه لم يفعل فتمنى الابن أمنية بان أبوه لا يكذب لمدة يوم كامل وتحققت هذه الأمنية.ويواجه الاب مشاكل كثيرة بسبب عدم مقدرة على الكذب. 

## شباك التذاكر
كان أداء الفيلم جيدا في شباك التذاكر : كانت أرباحه في عطلة نهاية الأسبوع الافتتاحي 31423025 $ في 2845 دار سينما. في أمريكا الشمالية، ربح الفيلم 181410615 $ .

## وصلات خارجية
- كاذب كاذب على موقع IMDb (الإنجليزية)
- كاذب كاذب على موقع ميتاكريتيك (الإنجليزية)
- كاذب كاذب على موقع الموسوعة البريطانية (الإنجليزية)
- كاذب كاذب على موقع روتن توميتوز (الإنجليزية)
- كاذب كاذب على موقع نتفليكس (الإنجليزية)
- كاذب كاذب على موقع قاعدة بيانات الأفلام العربية
- كاذب كاذب على موقع ألو سيني (الفرنسية)
- كاذب كاذب على موقع Turner Classic Movies (الإنجليزية)
- كاذب كاذب على موقع أول موفي (الإنجليزية)
- كاذب كاذب على موقع بوكس أوفيس موجو (الإنجليزية)